# Samut Prakan SAT Stadium
Das Samut Prakan SAT Stadium (Thai สนาม กีฬา การ กีฬา แห่งระเทศไทย สมุทรปราการ เคหะ บางพลี) ist ein Mehrzweckstadion in Bang Phli in der Provinz Samut Prakan, Thailand. Es wird hauptsächlich für Fußballspiele genutzt.
Samut Prakan City FC, der in der ersten Liga, der Thai League spielt und der Viertligist Samut Prakan FC tragen in der Sportstätte ihre Heimspiele aus. Das 2015 erbaute Stadion hat eine Kapazität von 5100 Zuschauern. Eigentümer des Stadions ist die Sports Authority of Thailand (SAT). Betrieben wird das Stadion von der Samut Prakan Provincial Administration Organisation.

## Nutzer des Stadions
| Verein                      | Zeitraum der Nutzung |
| --------------------------- | -------------------- |
| Samut Prakan City FC        | seit 2019            |
| Super Power Samut Prakan FC | 2016 bis 2017        |
| Samut Prakan FC             | 2010                 |
| Samut Prakan FC             | 2016 bis heute       |